# Potraži me
Potraži me sedmi je studijski album splitske glazbenice Meri Cetinić, kojeg 1988. godine objavljuje diskografska kuća Jugoton.
Album je sniman tijekom mjeseca siječnja u studiju Nenada Vilovića u Splitu, a miksan je u studiju "SIM" u Zagrebu. Skladba "Ako je život pjesma" snimana je i miksana u studiju "JM" u Zagrebu, veljača 1988. godine. Producent i aranžer bio je Ivo Lesić, osim u skladbama "Ako je život pjesma" (Mato Došen) i "Kuda idem" (Meri Cetinić).

## Popis pjesama

### A strana
1. "Ne sudite mi noćas" (2:58)
2. "Ako je život pjesma"	(3:31)
3. "Potraži me u predgrađu" (4:19)
4. "Kako da te prebolim"	(3:47)
5. "Neka te čuvaju anđeli" (3:38)

### B strana
1. "Što će mi život majko" (3:56)
2. "Ako ostaviš me ti" (3:25)
3. "Kuda idem" (3:02)
4. "Treća suza" (3:27)
5. "On je moj bol" (4:13)

## Izvođači
- Meri Cetinić - Vokal, prateći vokali
- lvo Lesić - Klavijature, programiranje ritam mašine, sintisajzer bas
- Mladen Magud - Gitare, prateći vokali
- Tedi Bajić - Prateći vokali
- Maja Blagdan - Prateći vokali (A1, A3, B1)

### Produkcija
- Producent i aranžer - lvo Lesić (osim skladbe A2, Mato Došen i B3, Meri Cetinić)
- Glavni i odgovorni urednik - Siniša Škarica
- Glazbeni urednik - Vojno Kundić
- Snimljeno -  studio Nenada Vilovića, Split, siječnj 1988.
- Ton majstor: lvo Lesić
- Miksano - studio "SIM", Zagreb, siječnj 1988.
- Ton majstor: Dragan Čačinović
- Skladba "Ako je život pjesma" - snimljena i miksana u "JM" studiju, Zagreb, veljača 1988. (Ton majstor - Hrvoje Grčević, asistent - Braco M. Matanović, producent i aranžer, klavijature, kompjuter, programiranje - Mato Došen, akustična gitara - Braco M. Matanović, bas-gitara - Hrvoje Grčević, prateći vokali - Vesna Srečković, Gordana Vasiljević, Mato Došen
- Fotografija i dizajn - Vojko Bašić
- Make up i frizura - Elida Kurtović

## Vanjske poveznice
- Službene stranice Meri Cetinić - Recenzija albuma